# Bataille de Jolo
Seconde Guerre mondiale
Batailles
Campagne des Philippines
- Formose
- Leyte
- Golfe de Leyte
- Baie d'Ormoc
- Mindoro
- Maguindanao
- Golfe de Lingayen
- Luçon
- Col de Bessang
- Raid de Cabanatuan
- Bataan (1945)
- Manille (1945)
- Corregidor (1945)
- Baguio (1945)
- Raid de Los Baños
- Visayas
- Palawan
- Mindanao
- Jolo
- Davao
- Raid en mer de Chine méridionale

La bataille de Jolo s'inscrit dans la libération des Philippines pendant la guerre du Pacifique, et plus précisément dans la bataille de Mindanao et de l'archipel de Sulu ayant opposé les États-Unis et la résistance philippine aux forces d'occupation de l'empire du Japon sur ces îles.

## Contexte
En parallèle aux opérations dans la péninsule de Zamboanga sur Mindanao, le 163e régiment d'infanterie fut chargé de la conquête de l'archipel de Sulu. Débarquant successivement sur les différentes îles en faisant partie, ils en prennent rapidement possession; celle de Tawi-Tawi fut enlevée le 2 avril 1945; la majorité n'étant pas ou peu défendues, à l'exception notable de Jolo dont plus de 3500 soldats de l'armée impériale étaient chargés de la défense.

## Déroulement

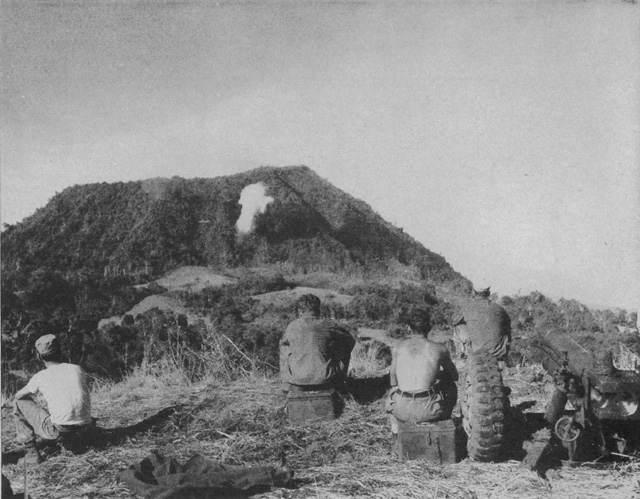
Mont Daho sur Jolo en avril 1945

La bataille commença le 9 avril 1945 avec le débarquement des forces de l'US Army près de Jolo City au nord-ouest de l'île. Bombardée de façon intensive par l'USAAF, elle est déjà largement conquise une semaine plus tard. Avec déjà plus d'un tiers de la garnison japonaise en place détruite à ce moment, les survivants se sont retranchés sur le mont Daho (811 mètres d'altitude) où ils ont construit des positions défensives camouflées et creusées dans la montagne. Ployant sous la puissance de feu dévastatrice de l'artillerie, de la marine et de l'aviation américaine, ils en furent chassés le 16 avril par des unités de la 41e division d'infanterie et se replièrent vers l'ouest de l'île.
Les combats qui s'ensuivirent pour la pacification de l'île durèrent jusqu'à la fin juin 1945 avec la participation de très combatifs guérilleros philippins locaux, actifs sur l'île depuis des mois, fournissant par ailleurs de précieux renseignements aux unités américaines. Durant toute la bataille, les Américains n'eurent à déplorer que 37 morts et 191 blessés, tandis qu'on compta au minimum plus de 2 600 morts côté japonais (dont seulement 87 ont été capturés ou se sont rendus). À cause du pilonnage incessant, un nombre indéterminé d'entre eux ont été ensevelis ou emmurés vivants dans les abris ou les caves qu'ils avaient construits dans la montagne.